# Regetovka
Regetovka este o comună slovacă, aflată în districtul Bardejov din regiunea Prešov. Localitatea se află la altitudinea de 475 m deasupra n.m., se întinde pe o suprafață de 7,12 km2 și în 2017 număra 35 de locuitori.

## Istoric
Localitatea Regetovka este atestată documentar din 1597.

## Demografie
| An:                | 1994 | 2004    | 2014    | 2024    |
| ------------------ | ---- | ------- | ------- | ------- |
| Număr de persoane: | 22   | 18      | 30      | 52      |
| Diferență:         |      | −18,18% | +66,66% | +73,33% |

| An:                | 2023 | 2024   |
| ------------------ | ---- | ------ |
| Număr de persoane: | 53   | 52     |
| Diferență:         |      | −1,88% |